# چارلز ردی
چارلز ردی (انگلیسی: Charles Riddy; ۳ مارس ۱۸۸۵ – ۱۱ ژوئن ۱۹۷۹) قایقران روئینگ اهل کانادا بود.